# قابوس‌نامه
نصیحت‌نامه مشهور به قابوس‌نامه کتابی به زبان فارسی از قرن پنجم هجری است که تألیف امیر عنصرالمعالی کیکاووس بن اسکندر زیاری است. تألیف این کتاب به سال ۴۷۵ هجری قمری است. قابوس‌نامه کتابی اندرزنامه است و مطالب آن به صورت نصیحت و پند بیان می‌شوند.
نویسندهٔ قابوس‌نامه، عنصرالمعالی کیکاووس، از امیرزادگان دودمان زیاریان بود. او این کتاب را برای فرزندش گیلانشاه، در قالب ۴۴ فصل و یک مقدمه نوشت؛ به این قصد که اگر پسرش پس از او حکومت را حفظ کند یا به رتق و فتق کارهای دیگر بپردازد، بداند چگونه وظایف خود را انجام دهد. کیکاووس همچنین بدین شکل به تربیت فرزند، رسوم لشکرکشی، مملکت‌داری، آداب اجتماعی و دانش و فنون متداول آن دوره پرداخته است. گرچه مخاطب اثر، گیلانشاه است ولی کیکاووس در مقدمه توضیح داده است که دیگران هم می‌توانند از این اثر استفاده کنند و نویسنده کوشیده است کتاب همهٔ انسان‌ها را دربرگیرد.
قابوس‌نامه یکی از نخستین اندرزنامه‌ها به فارسی دری و یکی از شاخص‌ترین آن‌هاست. پنج نسخهٔ خطی از قابوس‌نامه شناخته شده است که دارای اختلاف‌هایی در انشا هستند. این کتاب متنی ساده و نزدیک به فارسی معیار امروزی دارد و اندرزها، ضرب‌المثل‌ها، حکایت‌ها و شعرها در سراسر آن درهم آمیخته‌اند. گرچه بیشتر قابوس‌نامه به نثر ساده نوشته شده است، در میانهٔ آن رباعیاتی نیز آمده است که اکثراً از خود کیکاووس هستند، ولی این اشعار از کیفیت کمتری نسبت به نثر او برخوردارند. در این کتاب از زبان عربی به‌طور محدودی استفاده شده است و نویسنده تنها برای اصطلاحات فنی و خاص از این زبان بهره برده است. تنها یک بیت به عربی و یک بیت به زبان طبری در کتاب دیده می‌شود.
در دوران معاصر نسخه‌های مختلفی از قابوس‌نامه در ایران به چاپ رسید. نخستین بار رضاقلی‌خان هدایت یک نسخهٔ چاپ سنگی از آن را در دوران قاجار منتشر کرد. پس از آن، نسخه‌هایی به تصحیح و مقدمهٔ سعید نفیسی و غلامحسین یوسفی نیز منتشر شدند. قابوس‌نامه به زبان‌های مختلفی ترجمه شده است. نخستین ترجمه‌ها به زبان‌های ترک‌تبار، از جمله ترکی عثمانی و تاتاری بود و بعدها برگردان‌هایی به آلمانی، فرانسوی، انگلیسی، ایتالیایی، روسی، عربی، ژاپنی، گرجی، ازبکی و آذری انتشار یافت.
شیوهٔ نثر قابوس‌نامه بر ادبیات فارسی پس از آن تأثیرگذار بود و منجر به پیچیده‌تر شدن متون ادبی گردید. همچنین شیوهٔ حکایت‌گویی و آوردن شعرهای کوتاه در میان نثر بر نویسندگانی همچون سعدی اثر گذاشت. ترجمه‌های این کتاب به زبان‌های ترکی موجب شد سبکی در ادبیات ترکی عثمانی با نام نصیحت‌نامه به وجود آید. یوهان ولفگانگ فون گوته، شاعر آلمانی، نیز در دیوان غربی–شرقی تحت‌تأثیر این کتاب بوده است.

## زمینه‌ها
قابوس‌نامه کتابی در رستهٔ ادبیات تعلیمی است؛ این گونه کتاب‌ها در ادبیات فارسی پیشینهٔ بلندی دارند و بخش گسترده‌ای از کتاب‌های ادبی جهت آموزش و تربیت نوشته می‌شدند. نگارش اندرزنامه‌های پهلوی در ایران پیش از اسلام سنتی رایج بود. گرچه اصل اکثر اندرزنامه‌های پهلوی پیش از ورود اسلام و به صورت تدریجی از بین رفتند، ولی مطالبشان در سه سدهٔ نخست هجری به زبان عربی ترجمه شد. علاوه بر این، زبان پهلوی هم تا قرن‌های چهارم و پنجم هجری همچنان رواج داشت و سنت اندرزنامه‌نویسی اینچنین به نسل‌های بعدی انتقال می‌یافت. اندرزنامه‌ها در قرن پنجم هجری به آثار فارسی نیز راه یافتند. البته آموزه‌های اخلاقی برآمده از دوران قدیم بنا بر مقتضیات دین اسلام دچار تحول شدند؛ لیکن اشاره به رسوم ساسانی، که در قابوس‌نامه و دیگر آثار سده‌های نخستین هست، برگرفته از همین آیین‌نامه‌های پهلوی است. نثر فارسی هم در قرن پنجم، معاصر با دوران غزنویان، شاهد تغییراتی تدریجی بود. نثر مرسل آن سادگی بیش از حد خود را از دست داد و جملات طولانی‌تر و دارای اطناب شدند. به آثار این دوره، ادبیات بینابینی یا تکوینی می‌گویند.
نیمهٔ نخست قرن پنجم هجری دوره‌ای بود که دانشمندان و ادیبان بسیاری در ایران سر برآوردند و این در حالی بود که جنگ‌های زیادی در این عصر میان دودمان‌های گوناگون درمی‌گرفت. سلجوقیان با شورش علیه خلافت عباسی باعث ایجاد ترس در جامعه شده بودند و آل بویه به دوران افول خود نزدیک بودند و جنگ‌های مسلمانان و مسیحیان به وقوع می‌پیوست. در چنین شرایطی دولت‌های مختلف با یکدیگر درگیر شده و بی‌نظمی شدیدی در ولایات اسلامی به وجود آمده بود. این شرایط سیاسی جدید نیازمند الگوهای نظری و عملی جدید بود که نوشتن اندرزنامه‌ها در قرن پنجم هجری را زیادت بخشید. زیاریان یک دودمان محلی در این دوره بود که در طبرستان و گرگان حکومت داشت. زیاریان از جمله خاندان‌هایی بودند که به فرهنگ ایرانی و زبان فارسی تعلق خاطر داشتندو پایتختشان، گرگان (در گنبد کاووس کنونی)، بین سده‌های چهارم تا ششم هجری دوران اوج شکوه خود را می‌گذراند و عالمان بزرگی همچون ابوعلی سینا، ابوریحان بیرونی و امام محمد غزالی به این شهر رفت و آمد داشتند. نویسندهٔ کتاب قابوس‌نامه عنصرالمعالی کیکاووس زیاری است که وارث دودمان رو به افول زیاری و یکی از واپسین افراد شناخته شده در این خاندان است. پدربزرگ مادری کیکاووس (مرزبان بن رستم) نیز یک شاهزادهٔ مؤلف بود و کتاب مرزبان‌نامه را نوشت که یکی از آثار تعلیمی قابل مقایسه با قابوس‌نامه است. همانند قابوس‌نامه که اندرزهای پدری به فرزندش است، در مرزبان‌نامه برادری به برادرش آموزش و اندرز می‌دهد و بر پیوندهای خانوادگی و احترام متقابل تأکید می‌کند.
کیکاووس زیاری با چنین سبقه‌ای، با توجه به این که به زبان پهلوی تسلط داشت و از اندرزنامه‌های پیش از اسلام تأثیر پذیرفت، قابوس‌نامه را تألیف نمود که یکی از نخستین نمونه‌های اندرزنامه به فارسی دری و در عین حال، یکی از شاخص‌ترین آن‌هاست. او قصد نداشت اندرزنامهٔ شخصیت‌های بزرگ پیش از خود را بازنویسی کند و گویا از نویسندگان عرب هم شناختی نداشت ولی از منابعی که در اختیار داشت، در جای جای قابوس‌نامه استفاده کرده است. روبن لوی حکایت «نیکی کن و بآب انداز، که روزی بر دهد…» را تصویری ساده شده از حُکم «نان خود را بر آب بیاندازید» در کتاب جامعه می‌داند. او معتقدست کیکاووس به واسطهٔ استادان خود، با آثار کلاسیک یونانی، به خصوص فیلسوفان و پزشکان یونان باستان، آشنا بوده است.
ادیبان و شاعران فارسی‌زبان توجه ویژه‌ای به مسئلهٔ اخلاق داشتند و کمتر کتاب منثور و منظومی در ادبیات فارسی بدون نکات اخلاقی پیدا می‌شود؛ چنان‌که دانش‌پژوه تعداد ۱۴۶ کتاب اخلاق فارسی را فهرست کرده است. کیکاووس، علاوه بر منابع فوق، تحت تأثیر شاعران دورهٔ اسلامی پیش از خود، همچون فردوسی، رودکی، ابوشکور، بدیع و شهید بلخی بوده است.

## عنوان

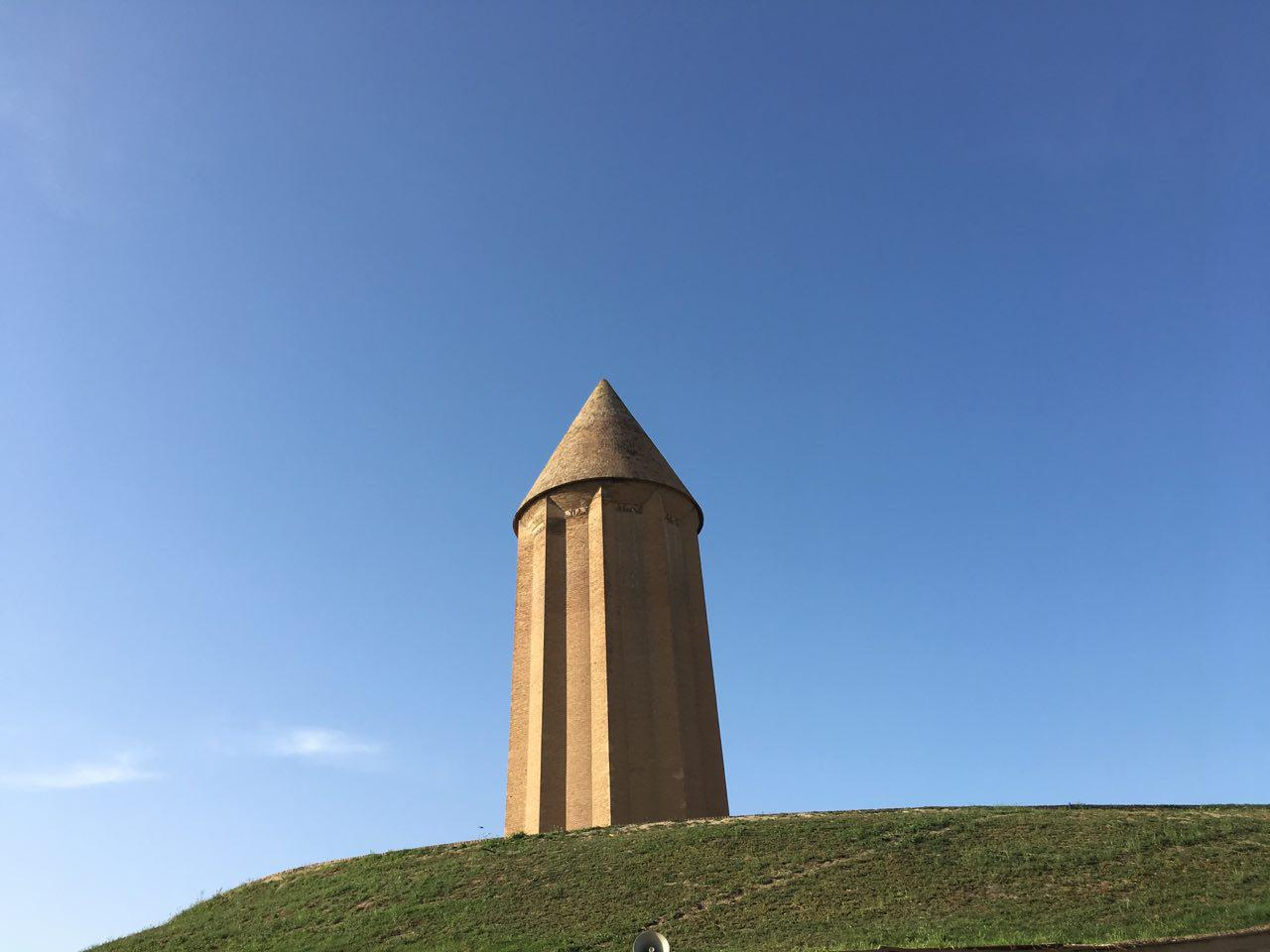
برج گنبد قابوس در استان گلستان کنونی که مدفن قابوس بن وشمگیر، جد مؤلف قابوس‌نامه است و این کتاب منسوب به اوست.

نصیحت‌نامه عنوان دیگر کتاب قابوس‌نامه است. سعید نفیسی در تصحیح خود نام اصلی کتاب را نصیحت‌نامه دانسته است. عبدالمجید بدوی می‌گوید این نام برگرفته از قسمت پایانی مقدمهٔ کتاب است که نوشته است «و پس بدان ای پسر که این نصیحت‌نامه و این کتاب مبارک شریف را بر چهل و چهار باب نهادم…»؛ احتمال دارد این عبارت توسط نسخه‌برداران اضافه شده‌باشد.غلامحسین یوسفی می‌گوید عنوان کتاب در قدیمی‌ترین نسخهٔ خطی به صورت «کتاب پندنامهٔ امیر کبیر ملک جیلان» آمده است ولی واپسین صفحه از همین نسخه با جملهٔ «تمام شد کتاب قابوس‌نامه» پایان می‌یابد.
کتاب همچنین با نام‌های دیگری اعم از اندرزنامه، پندنامه و نصیحة الملوک هم خوانده شده است. خود مؤلف در توصیف کتابش از عبارت «کتاب پندها» نام برده است. با این حال نام قابوس‌نامه به عنوان اصلی این کتاب بدل شده است.
«قابوس» واژه‌ای معرب است که شکل فارسی آن «کاووس» یا «کاوس» می‌باشد. قابوس نام پدربزرگ کیکاووس، نویسندهٔ کتاب، است که چهارمین امیر از دودمان زیاریان بوده است. برخی نویسندگان، همانند رضاقلی‌خان هدایت و عبدالمجید بدوی، قابوس را نام عربی‌شدهٔ کیکاووس و نام دیگر کیکاووس را «قابوس دوم» دانسته‌اند و نام کتاب را منسوب به خود او می‌دانند. دستهٔ دیگری از نویسندگان، همچون ریچارد فرای و روبن لوی، معتقدند به خاطر شهرت زیاد قابوس بن وشمگیر (پدربزرگ کیکاووس)، این کتاب را «کاپوس‌نامه» و عربی‌شدهٔ آن، قابوس‌نامه، خوانده‌اند.

## محتوا
قابوس‌نامه مشتمل بر ۴۴ باب و یک مقدمه است. پس از آوردن مقدمه‌ای دربارهٔ انگیزهٔ نویسنده از نگارش کتاب، در دو فصل ابتدایی مطابق با عرف اسلام، به توحید خدا، خلقت جهان و نبوت می‌پردازد. در فصل ۳ و ۴ به اهمیت ارکان دین اسلام، به ویژه نماز و روزه و حج، اشاره می‌کند. فصل ۵ در مورد اصول کلی اخلاقی، مانند احترام به والدین است. فصل ۶ دربارهٔ کسب مهارت‌ها (هنرها) است و نویسنده به آموختن این گونه شایستگی‌ها، حتی برای افراد اصیل، توصیه می‌کند. فصل ۷ و ۸ بحثی در مورد لزوم کسب مهارت‌های کلامی آغاز می‌شود و به دنبال آن یک سلسله گفتاوردهایی می‌آید که نویسنده مدعی است به پهلوی بر دیوارهای مقبرهٔ انوشیروان ساسانی نوشته بودند. موضوع فصل‌های ۹ تا ۱۹، جنبه‌های مختلف زندگی شخصی است؛ مانند مزایای جوانی، آداب رفتار اجتماعی (مانند آداب سفره و افراط در نوشیدن شراب)، تفریحاتی همچون شطرنج و تخته نرد، قمار و شوخی کردن، عشق و لذت رابطه جنسی با پسران و زنان، حمام آب گرم، خوابیدن و استراحت کردن، بازی کردن و چوگان. سپس در فصل ۲۰ در مورد جنگ سخن می‌راند و در فصل‌های ۲۵–۲۱ به زندگی اقتصادی، به ویژه انباشت ثروت، ادارهٔ خانواده، و خرید برده و اسب توجه می‌کند. در فصل‌ها ۲۶ و ۲۷، این توصیه‌های شخصی با بحث در مورد ازدواج و تربیت فرزندان تکمیل می‌شود. فصل ۲۸ و ۲۹ به نحوهٔ دوست‌یابی و نحوهٔ برخورد با دشمنان پرداخته و در فصل ۳۰ از عفو و مجازات حرف می‌زند. سپس در فصل‌های ۳۱ تا ۳۶ مهم‌ترین جنبه‌های زندگی بررسی می‌شوند: امور مذهبی، بازرگانی، طبابت، طالع‌بینی و ریاضیات، صنعتگری، شاعری، نوازندگی و خنیاگری. در فصول ۳۷ تا ۴۲ از دربار و نحوهٔ خدمت کردن به شاهان می‌گوید و وظایف منشی، وزیر، فرمانده نظامی و در نهایت خود حاکم را برمی‌شمارد. این بررسی ابتدا با فصل ۴۳ در مورد دامداری و صنعتگری و سپس در فصل ۴۴، با بیان آرمان‌های بنیادین جوانمردی و فتوت به پایان می‌رسد.

## ویژگی‌ها

### درون‌مایه

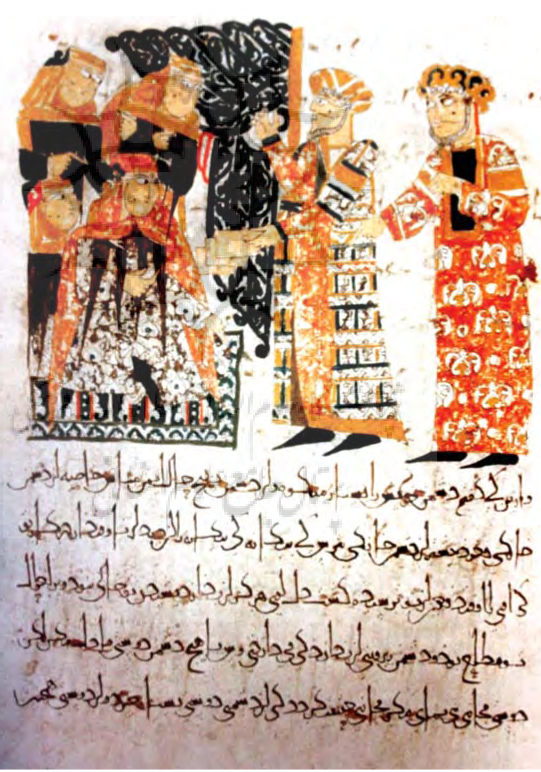
نسخه‌ای خطی و مصور از قابوس‌نامه در سینسیناتی موجود است که احتمالاً جعلی است. تصویر فوق در باب ۲۹^{اُم} این نسخه، «اندر اندیشه کردن از دشمن»، آمده است.

عنصرالمعالی کیکاووس در مقدمهٔ قابوس‌نامه، هدف اصلی نگارش کتاب را پند و اندرز به فرزندش دانسته و می‌گوید که خودش هم واقف بر این هست که جوانان معمولاً به توصیه‌های بزرگترها توجه نمی‌کنند، اما اضافه می‌کند که حتی اگر پسر خودش به سخنان او گوش ندهد، ممکن است این اثر برای دیگران مفید باشد. در مقدمه، همچنین به تبار سلطنتی این خانواده تأکید شده است که با شجره‌نامه‌ای اساطیری به تعدادی از اجدادش که حاکمان محلی بودند و پادشاهان ساسانی بازمی‌گردد. این محتوا می‌توانست برای گیلانشاه ارزشمند باشد تا اگر به فرمانروایی رسید یا اگر مجبور بود به دنبال شغل درخور دیگری بگردد، از آن بهره جوید. در این نوشتار، نمونه‌هایی نقل می‌شود که نشان‌دهندهٔ عنایت ایرانیان به پرورش کودکان و نوجوانان باشد که به عنوان معیارهای ارزشی حاکم بر نهادهای آموزشی و اخلاقی، قرن‌ها مورد توجه بوده است و علاوه بر کیکاووس، بسیاری از دیگر نویسندگان مسلمان، همچون ابن مسکویه در جاویدان خرد و خواجه نصیرالدین طوسی در اخلاق، به آن‌ها توجه داشته‌اند. دوفوشه‌کور معتقد است کیکاووس همانند غزالی، سنایی و نظامی، سخت کوشید که اثرش به شکلی آرمانی، همهٔ انسان‌ها را دربرگیرد؛ هرچند که تنها مخاطبش مهم‌ترین افراد جامعه بودند. سعید نفیسی مهم‌ترین ویژگی قابوس‌نامه را «صراحت بیان و صدق لهجهٔ عنصرالمعالی» می‌داند و معتقد است کیکاووس هر چه در این اثر گفته را خود باور داشته است. لوئیس مالو این کتاب را به یک «وصیت‌نامه ادیبانه» تشبیه می‌کند.
جلال خالقی مطلق خلاصهٔ درون‌مایهٔ کتاب را این می‌داند که «در همه کار بایست راه میانه را برگزید.» کیکاووس دشمن افراط و تفریط، اما آماده درک این دو است. او حتی نمی‌خواهد در نکوهش افراط و تفریط زیاده‌روی کند. او به فرزندش توصیه می‌کند که اگر شراب می‌نوشد، نفیس‌ترین را برگزیند؛ اگر به موسیقی گوش می‌دهد، شیرین‌ترین موسیقی را بشنود؛ و اگر مرتکب رابطه جنسی حرام شد، رفیقهٔ باشکوهی انتخاب کند، زیرا شماتت او در آخرت ناگزیر است ولی اقلاً در این دنیا مورد انتقاد دیگران قرار نخواهد گرفت. شائول شاکد معتقد است این قاعدهٔ کلی میانه‌روی برگرفته از روش ارسطو است؛ گرچه در کتاب به ایرانی بودن ریشه‌های آن ادعا شده است.
روبن لوی با اشاره به تازه مسلمان بودن مردمان شمال ایران، معتقدست آموزه‌های عنصرالمعالی کیکاووس بازتابی از تصورات قدیمی ایرانیان است. مسئله شر که در ادیان مزدیسنا و مانوی مورد بحث بود، در اسلام نادیده انگاشته شد. کیکاووس متأثر از این احساس فراگیر در ادبیات فارسی است که «زندگی گذرا است و غایت و هدف همهٔ فعالیت‌های بشری، مرگ است.» در نظر او، سرنوشت حاکم بر جهان اجتناب‌ناپذیر است و خیر و شر را به همراه می‌آورد و قابل پیش‌بینی و جبران نیست؛ پس، مرد خردمند آن است که با انفعال و آرامش حُکمش را از سر می‌گذراند. همچنین کیکاووس و پسرش در دنیایی می‌زیستند که از نظر سیاسی ناپایدار بود و وارث قلمرویی بودند که گرچه حاصلخیز بود، ولی در معرض تهاجم ترکمن‌هایی بود که در طول تاریخ ایران بارها از بیابان‌های شرقی به سوی آنان لشکر می‌کشیدند و خود کیکاووس هم خراج‌گزار و دست‌نشاندهٔ سلاطین سلجوقی بود که از تبار همین مهاجمان ترک بودند. در نتیجه، او به پسرش توصیه می‌کند که منتظر هر چیزی باشد و خود را برای هر شرایطی آماده کند. کیکاووس به او نصیحت‌هایی می‌کند تا فارغ از مسائل اخلاقی، به موفقیت دست یابد و مدعی است که نصایح او شامل «لازم‌ترین و مفیدترین» چیزهایی است که می‌تواند به آن فکر کند. کیکاووس تجربهٔ بسیاری در سفرها و همنشینی با سلاطین زمانه داشت و با هر فن و حرفه و طبقه‌ای آشنا بود. همچنین کتاب‌های بسیاری مطالعه کرده بود و اطلاعات زیادی دربارهٔ جامعه و فرهنگ کسب کرده بود. او گرچه به حکومتی با وسعت آنچه اجدادش داشتند، دست نیافت؛ لیکن از تمامی امرای این خاندان اثر فرهنگی چشم‌گیرتری دارد. کتاب قابوس‌نامه یکی از فصیح‌ترین کتاب‌های ادبی فارسی و فرهنگ‌نامهٔ کاملی در باب زندگی شاهان و مردمان ایران در قرن پنجم هجری است. در هر یک از چهل و چهار باب قابوس‌نامه نویسنده با پسرش دربارهٔ حرفه‌ای یا مسائل خاصی در مورد زندگی صحبت می‌کند که نشانگر دانش بالا و آگاهی او از محیط زندگی و جامعه‌اش می‌باشد.
قابوس‌نامه تصویر بسیار کاملی از جامعهٔ ایران در قرون میانه ارائه می‌دهد که از دیدگاه یک اشراف‌زاده که درک دقیقی از مسائل مربوط به زندگی رعایا دارد، بیان می‌شود. در فصل‌های چهل و چهارگانهٔ کتاب به طیف وسیعی از موضوعات پرداخته شده است که نشان می‌دهد چه در انجام کارهای شخصی و چه در انجام کارها و مشاغل مختلف، چگونه باید در دنیا، زندگی خوب، شریف و مفیدی داشت و خود را برای آخرت آماده کرد. ملک‌الشعرای بهار قابوس‌نامه را «مجموعهٔ تمدن اسلامی پیش از مغول» نامیده است. این کتاب نه تنها فرهنگ سیاسی و درباری دوران نویسنده را به روشنی توصیف کرده، بلکه فرهنگ محیط اجتماعی گسترده‌تری که نویسنده به واسطهٔ مشاغل مختلف و سفرهای گسترده‌اش با آن‌ها آشنا شده‌بود را هم تشریح کرده است. یان ریپکا می‌گوید قابوس‌نامه «بازتابی وفادارانه از شرایط اجتماعی زمانه‌اش ارائه می‌دهد» و فلیکس تاوئر معتقدست این کتاب «بینشی آشکار نسبت به منش‌ها و روش‌های محافل حاکم به خصوص در وضعیت فرهنگِ آن زمان، به دست می‌دهد.» از نظر اجتماعی، دنیایی که کتاب توصیف می‌کند، دنیای مردانه است و تصویر کلی زندگی در آن، یک شهر کوچک در میان زمین‌های کشاورزی است که بسیاری از ساکنان شهر در آن شاغل هستند و صبح سر کار می‌روند و شب برای خواب به خانه بازمی‌گردند. دنیایی که کیکاووس در آن می‌زیست با سرگذشت حاجی بابای اصفهانی که جیمز موریه نوشت، تفاوت بسیاری ندارد. تمایزات طبقاتی رسمیت دارند، اما اختلاف طبقاتی شدید نیست و می‌توان از آن عبور کرد و جامعه چنین است که یک فرد از طبقات پایین جامعه بتواند به راحتی به سطوح بالا برسد یا به خاطر طالع نحس، از اوج به حضیض نشیند. البته این بدان معنا نیست که در این جامعه همهٔ افراد به برابری دست یافته بودند یا از شرایط یکسانی برخوردار بودند. کما این که فقط گروه خاصی از مردان قادر به تحصیل بودند.
قابوس‌نامه، به همراه سیاست‌نامه اثر خواجه نظام‌الملک و نصیحة الملوک اثر غزالی، یکی از سه اثر تعیین‌کنندهٔ فارسی در سده‌های پنجم و ششم هجری بود. کلیفورد ادموند باسورث این نکته را شاهد می‌گیرد که ایران امروزی مرکز ثقل اندیشه‌های تسنن در آن زمان بود و از آنجا که تقسیم قدرت میان خلافت و سلطنت در آن برهه دائمی می‌نمود، این آثار ادبی می‌بایست به شرایط جدید مملکت‌داری و سلطنت می‌پرداختند. سید جلال موسوی، استادیار زبان و ادبیات فارسی، در مقایسهٔ قابوس‌نامه  با اندرزنامه‌های معاصرش، همچون نصیحة الملوک و سیاست‌نامه، معتقد است قابوس‌نامه علی‌رغم توصیه‌های مذهبی که در آن وجود دارد، کمتر صبغهٔ اسلامی دارد و در حالی که دیگر آثار قرن پنجم توجه ویژه‌ای به مسائل مذهبی داشتند، کیکاووس حتی در بخشی از کتابش توصیه‌ای مخالف دستور شرع دارد. همچنین مؤلف در قابوس‌نامه ترجیح داده است به جای نقل گفتار پیشوایان دینی، بیشتر به سخنان مشاهیر غیر اسلامی استناد ورزد. موسوی همچنین می‌گوید: «منظور عنصرالمعالی از نگارش قابوس‌نامه، پروردن انسان سالک، رو به خدا رونده و آرمانی نیست تا کتاب او رنگ عرفان و تصوف گیرد بلکه او در واقعیت، میدان عمل و تجربه زندگی می‌کند و قصد دارد دقایق ملک‌داری و مسائلی نظیر معاملهٔ حاکم با خلایق و منش شاهان صاحب‌نسب را به فرزند بالقوه حاکمش تعلیم دهد.» باسورث می‌گوید که کیکاووس در این کتاب به حاکمان اندرز می‌دهد و از تکلیف آن‌ها در برابر خداوند و لزوم رفتار اخلاقی صحبت می‌کند، اما در واقع مصلحت را عملی‌ترین مبنای حکومت می‌داند. نشر آدلفی در معرفی ترجمهٔ ایتالیایی کتاب، به این دنیوی بودن نصایح کیکاووس اشاره کرده و او را «نیای آسیایی بالداساره کاستیلیونه (و همچنین مونتنی)» لقب می‌دهد. روبن لوی هم از همین منظر، در مقدمهٔ ترجمهٔ انگلیسی قابوس‌نامه، این کتاب را با شهریار اثر ماکیاولی و نامه‌ها لرد چسترفیلد مقایسه کرده است و می‌گوید گرچه این کتاب نصایح معمول و مرسوم زیادی در خود دارد، ولی صرفاً مبلغ آموزه‌های رسمی اسلام نیست و مؤلف می‌خواهد ضرورت زندگی به شکل یک مسلمان خوب را به پسرش بفهماند. سهیلا امیرسلیمانی نیز مواردی که کیکاووس به گفتن دروغ، جعل خط و سرقت ادبی توصیه کرده است، اشاره می‌کند.
آن گونه که جمال‌زاده گفته است، به‌استثنای چهار باب اول که در باب حکمت و معرفت است، سایر باب‌ها در آداب زندگانی است و مؤلف در هر باب از ابواب زندگی، از «فزونی گهر در آموختن» گرفته تا «آیین شراب خوردن» و «مزاح کردن و نرد و شطرنج باختن»، پندهای حکیمانه‌ای آورده است که سرتاسر بر اساس علم و تجربه و ژرف‌بینی استوارند، نه مثل اغلب کتاب‌های اخلاقی فارسی دیگر، زاییدهٔ عقاید و نظریات مذهبی که چه بسا پذیرفتن آن و به کار گرفتن بدان برای جوانان مشکل و غیرمقدور می‌باشد. در مقایسه با مرزبان‌نامه که تأکید ویژه‌ای بر پرهیزکاری دارد، کیکاووس فصولی جداگانه برای آیین شراب‌خواری، تخته نرد و عشق‌بازی نوشته است. به گفتهٔ افسانه نجم‌آبادی، قابوس‌نامه دارای چهار فصل جداگانه دربارهٔ «عشق ورزیدن»، «تمتع کردن» (لذت جنسی بردن)، «زن خواستن» و «دوست گزیدن» است و در نظر عنصرالمعالی کیکاووس، باارزش‌ترین رابطهٔ انسانی دوستی است، که رابطه‌ای بین مردان است؛ کما این که می‌گوید «برادر نداشتن برای مرد بهتر از نداشتن دوست است». با این حال، او بیشتر دربارهٔ عشق توضیح می‌دهد تا دوستی. موضوع «عشق» در نظر او کاملاً مرتبط با مردان است و از کسی که از او لذت جنسی می‌خواهد متمایز است. روابط جنسی از نظر عنصرالمعالی می‌تواند میان مردان با مردان یا زنان باشد و او برای دوری از خصومت یک جنس، ارتباط جنسی با هر دو را توصیه می‌کند. در این دیدگاه، رابطه جنسی مشروط به عشق نیست و عشق هم صرفاً به روابط جنسی مربوط نمی‌شود. در حالی که عنصرالمعالی عشق را مسئله‌ای مقدس می‌داند، اما همچنان تحقق منطقی آن را در پیوند جنسی عاشق و معشوق می‌یابد. در حالی که کیکاووس در باب لذت جنسی توصیه می‌کند به «غلام و زنان» روی آورید، فصل عشق را منحصراً مربوط به مردان نوشته است. علی‌رغم ابهام زبانی احتمالی، بافت روایت به گونه‌ای است که فضای کمی برای تصور ابژه عشق در قالب زن باقی می‌ماند. دو حکایتی که در باب عشق آمده، به غلام‌های زیبا می‌پردازد و معشوق نمونهٔ او یوسف است. عنصرالمعالی در باب «اندر زن خواستن و شرایط آن» هدف از زن گرفتن را نه عشق و نه علاقه جنسی می‌داند (زیرا می‌توان برای این اهداف «کنیزکی» از بازار خرید؛ هم هزینه کمتری دارد و هم دردسر کمتری)؛ بلکه در نظر او، زن گرفتن در وهلهٔ نخست برای بچه‌دار شدن است. مسئله فرزندان به گونه‌ای مطرح شده است که گویی هیچ راه دیگری برای ترغیب خواننده به ازدواج وجود ندارد و این بسیار متفاوت از ادبیات اسلامی در قرن بیستم میلادی است؛ زیرا روابط را صرفاً دگرجنسگرا فرض نمی‌کنند. در قابوس‌نامه حتی به خواننده هشدار داده می‌شود که از اشتیاق به همسر باید دوری کرد؛ زیرا با افزایش محبت میان زن و شوهر، مرد تحت فرمان قرار می‌گیرد و در نتیجه، جایگاه زن و مرد در این رابطه وارونه می‌شود: «اگرچه زن مهربان و خوبروی و پسندیده تو باشد، تو یک‌باره خویشتن را در دست او منه و زیر فرمان او مباش».
یوهانس دوبروین با اشاره به توجه خاص عنصرالمعالی کیکاووس به جوانمردی و درویشی در فصل آخر کتاب، واپسین باب را نشان‌دهندهٔ قرابت او با اندیشه‌های صوفیانه زمانه‌اش می‌داند. لوئیس مالو در دانشنامه اسلام می‌گوید مطالب این کتاب در سه دستهٔ اخلاق فردی، اجتماعی و سیاسی می‌گنجند که می‌توان آن را به سه شکل فلسفه عملی (یعنی اخلاق)، اقتصاد و سیاست مطابقت داد. اینچنین می‌گوید فصل‌های ۱ تا ۷ که توحید، نبوت، قدردانی و اطاعت، روابط با والدین، پرورش موفقیت‌ها و گفتار را پوشش می‌دهند، مربوط به اخلاق فردی هستند. سپس فصل هشتم، یک فصل انتقالی بین بخش اول و دوم است که ۵۸ اصل را به تصویر می‌کشد که بر روی دیوار مقبرهٔ انوشیروان عادل حک شده‌بود. مجدداً در فصل‌های ۹ تا ۳۰ به قوانین رفتار اجتماعی می‌پردازد که با صحبت از جوانی، آداب غذا خوردن، نوشیدن شراب، مهمان‌نوازی، شوخی، تخته نرد و شطرنج، عشق، لذت، حمام کردن، خواب و استراحت، شکار، چوگان، جنگ، کسب ثروت و حفظ امانت، خرید برده، خانه، املاک و اسب، ازدواج، تربیت فرزند، انتخاب دوست و توجه به دشمنان، مجازات و بخشش، می‌گذرد. در فصل‌های ۳۱ تا ۴۳ زندگی حرفه‌ای همچون شاگردی، حقوقدانی، معلمی، بازرگانی، پزشکی، نجوم و هندسه، شاعری و موسیقی‌دانی، خدمت درباری، ندیمگی، منشی‌گیری و وزارت، فرماندهی ارتش، زراعت و پیشه‌وری آموزش داده می‌شود. سپس در چهل و چهارمین و آخرین فصل که خارج از این ساختار سه‌بخشی است، کتاب به نقطه اوج خود می‌رسد و این فصل طولانی به جوانمردی اختصاص دارد، ویژگی‌ای که کیکاووس آن را مبتنی بر «خرد، راستی و مردی» ترسیم می‌کند.در این بخش کیکاووس چهار دسته از افراد و چهار دسته از فضیلت‌ها در رابطه با جوانمردی را برمی‌شمارد و در پایان، خطاب به پسرش می‌گوید که علی‌رغم این که در هر موضوعی که به ذهنش خطور کرده، او را نصیحت کرده است، نمی‌تواند به زور از او بخواهد که «عاقل» باشد. او توضیح می‌دهد که حکمت در قالب «عقل غریزی» و «عقل مکتسب» است و چون نمی‌توان عقل غریزی را آموخت، باید تلاش کرد که عقل مکتسب را به‌دست‌آورد.

### انشاء و زبان

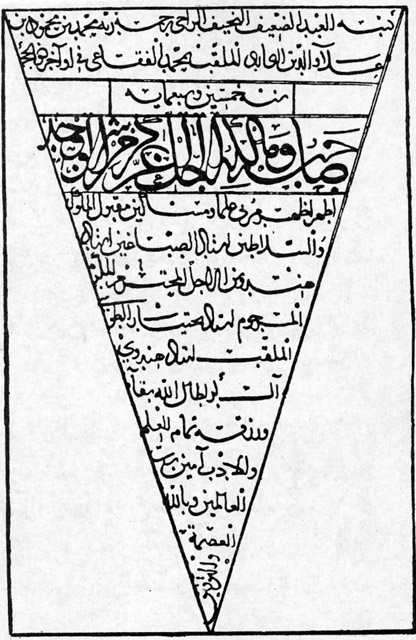
برگ ترقیمه از نسخهٔ خطی که در کتابخانه و موزه ملک نگهداری می‌شود. این نسخه توسط «حسن سلماسی» در سال ۶۰۴ هجری قمری کتابت شده است.

متن کتاب قابوس‌نامه ساده و روان است و نویسنده از حشو و سخن زائد در آن دوری جسته؛ از سجع و تصنع پیراسته و در عوض، به ایجاز و سلاست آراسته است. نحوهٔ بیان کتاب صریح و بدون زینت بلاغی یا استفاده از عبارات متوازن است. اگرچه نویسنده عموماً کلامی بسیار ساده دارد که همگان بهرهٔ لازم را ببرند، اما گاهی اصطلاحات فنی رایج در موضوعات مورد توصیف خود را هم معرفی می‌کند؛ مثلاً فهرست بیماری‌های اسب (در فصل ۲۵، «اندر اسب و چهارپای خریدن») یا اصطلاحات موزون و بلاغی (در فصل ۳۵، «اندر رسم شاعری و آیین آن»). سبک نگارش کتاب به شکل معمول نوشته‌های قرن‌های چهارم و پنجم هجری قمری و به سبک بلعمی و بیهقی است. نثر قرن پنجم گرچه ادامه‌دهندهٔ راه نثر مرسل یا ساده است، ولی قابوس‌نامه همچون تاریخ بیهقی و سیاست‌نامه، به نثری بینابینی تعلق دارد که در آن اطناب بیشتری وجود دارد و به سادگی آثار قرن چهارم نیست. جلال موسوی در مقام مقایسه، قابوس‌نامه را ساده‌تر از دیگر آثار تعلیمی فارسی، همچون ترجمه‌های فارسی کلیله و دمنه و مرزبان‌نامه وراوینی، که دارای متونی فنی و پیچیده هستند، می‌داند و از نظر سادگی و کوتاهی جملات، قابوس‌نامه را بیشتر به اندرزنامه‌های پیش از اسلام مشابه دانسته است. لیکن کتاب‌های نثر بینابینی، همچون قابوس‌نامه در قرن پنجم، خود از عوامل و مقدمات ایجاد سبک فنی بودند که کتاب‌هایی چون کلیله و دمنه را در قرن ششم هجری خلق کرد. غلامحسین یوسفی در تحسین ظرافت و بی‌پالودگی این اثر، کیکاووس را با القابی همچون «امیر دبیر»، «دبیر امیر» و «امیر روشن‌ضمیر» خوانده است. دوفوشه‌کور با اشاره به ماهیت ادبی اندیشه‌های اخلاقی قابوس‌نامه، آن را در تقابل با «گفتمان عقلانی» دانسته و می‌گوید: «متفکران اخلاق پارسی، به شیوه‌ای کاملاً متفاوت پیش رفتند و به جنبه‌های بلاغی و شعرگونهٔ گفتمان روی آوردند و بر قدرت ویژهٔ زبان برای تشویق و ترغیب تکیه کردند.»
قابوس‌نامه خیلی کمتر از دیگر کتاب‌های آن دوره، مثلاً تاریخ بیهقی، تحت‌تأثیر زبان عربی است و اقتباسی از ادبیات عربی در آن دیده نمی‌شود. واژگان عربی به کار رفته در کتاب بیشتر اصطلاحات علمی، دینی، فلسفی و ادبی است که نویسنده ناگریز به استفاده از آن‌ها بوده است، یا لغاتی است که در آن دوره میان اهل علم و فضل رواج داشته است. به‌طور کلی، استفاده از کلمات عربی معتدل است. آن گونه که یوهانس دوبروین در ایرانیکا می‌گوید، هیچ آیه‌ای به عربی تضمین نشده است، اما مؤلف علاقهٔ زیادی به ضرب‌المثل‌ها اعم از عربی و فارسی داشته است. لوئیس مالو در دانشنامهٔ اسلام می‌گوید عنصرالمعالی تعداد کمی آیه و حدیث در کتابش آورده است. کیکاووس برخلاف تفسیرهای آن روزگار، عبارت «اولی الامر» در قرآن را به معنای «والدین» تفسیر کرده است و می‌گوید که چنین چیزی را در یک تفسیر خوانده است. تعداد ضرب‌المثل‌های قابوس‌نامه در مقایسه با آثار مشابه بسیار زیاد است و در حدود ۲۴۰ ضرب‌المثل و عبارت قصار در این کتاب وجود دارد که بخشی از آن‌ها برگرفته از آثار پیش از اسلام است. روبن لوی احتمال تأثیر پذیرفتن قابوس‌نامه از ادبیات یونانی را نیز مطرح کرده است.
زبان کتاب به فارسی معیار امروزی نزدیک است؛ اگرچه تعدادی از واژگان باستانی را در خود حفظ کرده است. متن کتاب در مقایسه با فارسی معیار امروزی تفاوت‌هایی دارد. به‌طور مثال در دستور زبان افعال ماضی، فعل‌های ماضی مستمر، ماضی ابعد و ماضی ابعد مستمر در این اثر وجود ندارد و از این لحاظ تنوع و تکثر کمتری از زبان فارسی امروزی دارد. اما در مقابل فعل‌های ماضی استمراری در این کتاب به چهار شکل آمده‌اند: با پیشوند «می»، با پیشوند «همی»، با پسوند «ی» و با پیشوند «همی» و پسوند «ی». همچنین در منفی کردن فعل‌ها، ساختمان فعل، وجه، نمود، افعال شبه معین، حذف فعل، تغییر شخص فعل و جهت فعل تفاوت‌هایی میان نثر قرن پنجمی قابوس‌نامه و فارسی امروزی وجود دارد.
نسخه‌های خطی که از این اثر باقی مانده‌اند، رگه‌هایی از تغییرات متنی متأخر را نشان می‌دهند که ارزش کتاب به‌عنوان منبعی برای تحقیقات زبان‌شناختی تاریخی را محدود می‌کند. تفاوت در نثر نسخه‌های خطی موجود آنقدر زیاد است که احتمال می‌رود متن اصلی قابوس‌نامه به زبان طبری بوده‌باشد و این نسخه‌های خطی ترجمه‌هایی مختلف از آن اثر به فارسی باشند.

### حکایت‌ها
کیکاووس در قابوس‌نامه ۵۱ حکایت از ادیبان معروف نقل کرده است. در این میان ۴۱ حکایت با ذکر نام نویسنده نقل شده است و ۱۰ حکایت بدون نام نویسنده آورده شدند. همچنین ۵ حکایت هم اثر خود کیکاووس است. اکثر حکایت‌ها از فیلسوفان یونانی (افلاطون و سقراط)، پادشاهان ایرانی، خلفا و دیگر شخصیت‌های تاریخ اسلام، مانند صاحب بن عباد (وزیر آل بویه) است. در میان این حکایت‌ها، داستان‌هایی که به حاکمان غزنوی اشاره دارد از آن حیث که کیکاووس شخصاً با آن‌ها در تماس بود، از اهمیت ویژه‌ای برخوردار هستند.
تمامی حکایت‌ها در ۲۴ باب آمده‌اند و دیگر قسمت‌های کتاب خالی از داستان است. اکثر حکایات، واقعی و تاریخی هستند و شخصیت‌های آن در دنیای آن روزگار افرادی مؤثر بودند یا کسانی هستند که در افسانه‌ها و بینش زمانه نقش داشتند. حکایت‌ها دارای بار اخلاقی و حکمی بوده‌اند و تعداد کمی از حکایت‌ها افسانه به نظر می‌رسند. تمامی داستان‌ها با توجه به موضوع آن باب از کتاب در میان دیگر مطالب جای گرفته است. حکایت‌ها خالی از مبالغه هستند و جنبهٔ واقعی زندگی را مجسم می‌سازند. مهم‌ترین عناصر حکایت‌های قابوس‌نامه دقت در تصویرسازی و توانایی در محاورات و زیرکی شخصیت‌ها است. هر حکایتی دارای یک هدف آشکار است یا گرهی داستانی در پایان آن حل می‌شود. کیکاووس بخشی از عقاید و افکار خود را در قالب سخنان شخصیت‌های داستانی آورده و مهارت خوبی در قصه‌نویسی داشته است.
این حکایت‌ها نوعی از مثل‌گویی یا پارابل هستند. در بسیاری از اندرزنامه‌ها روایت حکایت شاهان گذشته امری رایج بوده است. حکایت‌های تاریخی به صورت دستور العمل دقیقی برای موفقیت پیشنهاد نمی‌شوند، بلکه صرفاً به عنوان هشدار، یا تشویق به تفکر عمل می‌کنند. مطالعه در مورد فضائل و روش‌های حاکمان گذشته به‌طور گسترده به عنوان یک تمرین آموزشی برای حاکمان تلقی می‌شد. در کتابی مثل قابوس‌نامه که نصیحت‌ها به صورت پدرانه بیان شده، کیکاووس نسب‌نامهٔ فرزندش را یادآوری می‌کند و به او توصیه می‌کند «از ناشایست پرهیز کن و چنان زندگانی کن که سزاوار تخمهٔ پاک تُست».

### شعرها
شعرهایی از ابوسعید ابوالخیر، ابوشکور بلخی، ابوسلیک گرگانی، عسجدی، فرخی و قمری جرجانی در میان کتاب نقل شده‌اند. همچنین یک بیت به عربی، یازده بیت بدون ذکر صاحب شعر و ۳۱ بیت از خود کیکاووس در کتاب وجود دارد. احتمالاً تمامی بیت‌های مذکور از رباعیات خود کیکاووس هستند. کیکاووس یکی از نخستین نویسندگانی است که شعرهایی را در میان نثر آورده است و پس از آن دیگر نویسندگان همچون حمیدالدین بلخی و سعدی، چنین شیوه‌ای را تکرار کردند. او این رباعی‌ها را به شکل پاسخی مرتبط با متون هر بخش آورده است.
عنصرالمعالی شعری هم به زبان طبری (مازندرانی) در این کتاب دارد که به گویش متداول گرگان قدیم است. این شعر طبری در فصل بیستم کتاب قرار دارد و پس از آن مؤلف ترجمه‌ای هم به فارسی دری آورده است تا برای همگان قابل فهم باشد.
شعرهای فارسی کیکاووس در برابر نثر او کیفیت چندانی ندارند و از درجه‌ای متوسط هستند.

## نسخه‌ها

### نسخه‌های خطی
تعداد نسخه‌های خطی قابوس نامه که در حال حاضر شناخته شده‌اند، بسیار محدود است. قدیمی‌ترین نسخهٔ خطی که در سال ۶۲۴ هجری (۱۲۲۷ میلادی) نوشته شده است، متعلق به مجموعهٔ فاتح کتابخانهٔ سلیمانیهٔ استانبول است که مجتبی مینوی نخستین بار آن را یافت. نسخه‌های کهن دیگر در کتابخانهٔ دانشگاه لیدن، کتابخانهٔ بریتانیا، کتابخانهٔ ملی فرانسه و کتابخانهٔ ملک تهران نگهداری می‌شوند.
در حدود سال ۱۹۵۰ میلادی یک نسخهٔ خطی مصور از قابوس‌نامه کشف شد که حاوی کلماتی ظاهراً نزدیک به فارسی میانه بود ولی این نسخه، جعلی تشخیص داده شد. نسخهٔ سینسیناتی که ریچارد فرای آن را رونمایی نمود، به خط پهلوی نوشته شده ولی دارای غلط‌های املایی است و برخی کلمات آن با کاربرد اشتباه استفاده شده‌اند یا لغاتی با بار معنایی مذهبی در آن وجود دارد و… که قابل پذیرش نمی‌باشند. این نسخه ۳۱ صفحه دارد و شامل دو بخش مجزا از قابوس‌نامه است.
به ترتیب قدمت، نسخهٔ استانبول در ۶۲۴ یا ۶۲۵، نسخهٔ لیدن در ۷۱۹، نسخهٔ تهران در ۷۵۰، نسخهٔ لندن در ۸۶۱ و نسخهٔ پاریس در ۸۷۹ هجری قمری کتابت شده‌اند:

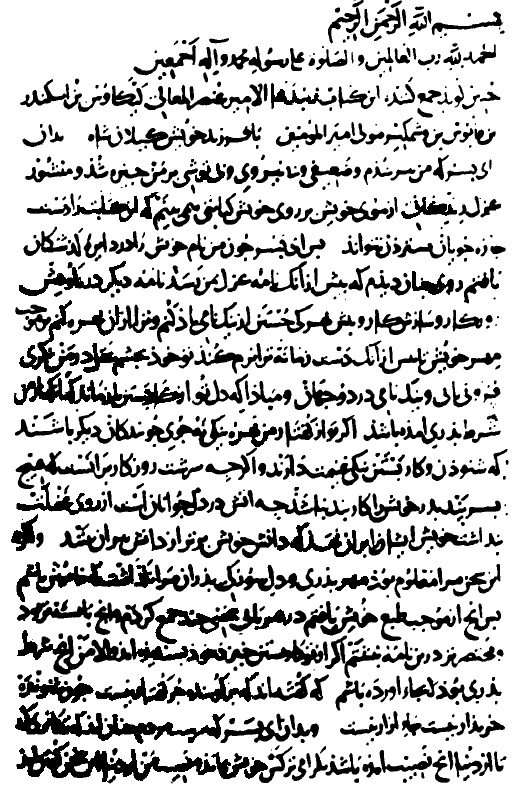
نسخهٔ استانبول
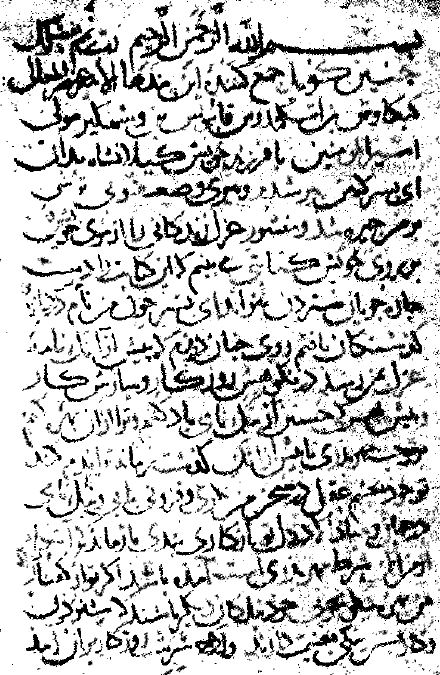
نسخهٔ لیدن
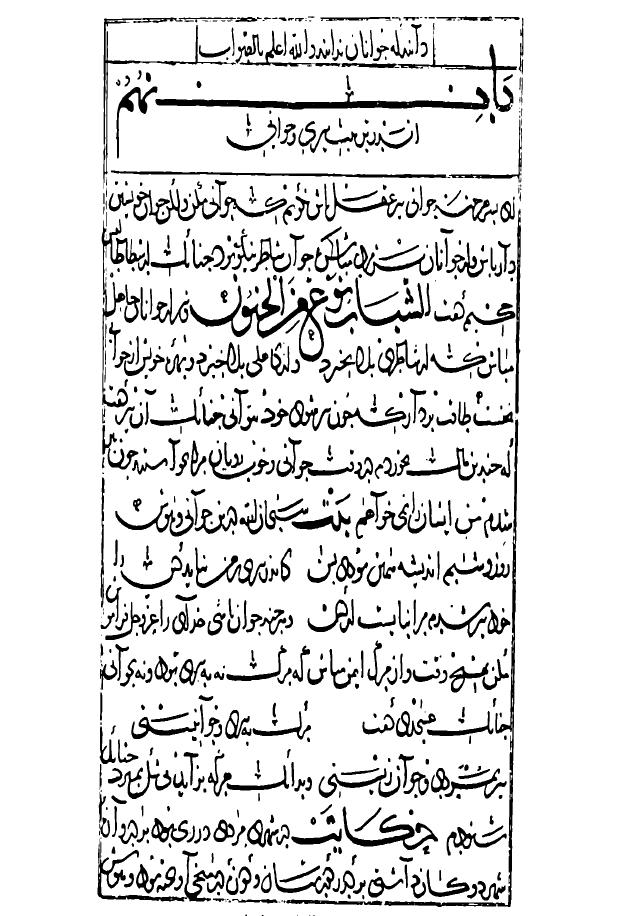
نسخهٔ تهران
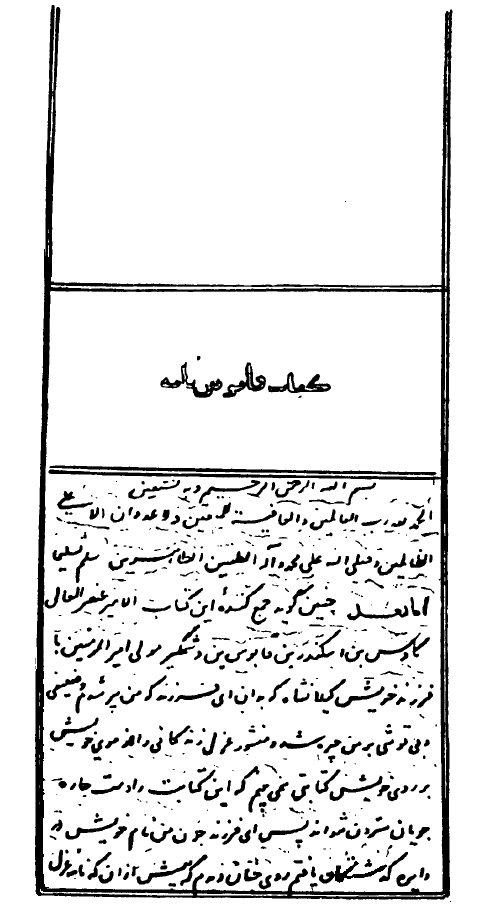
نسخهٔ لندن
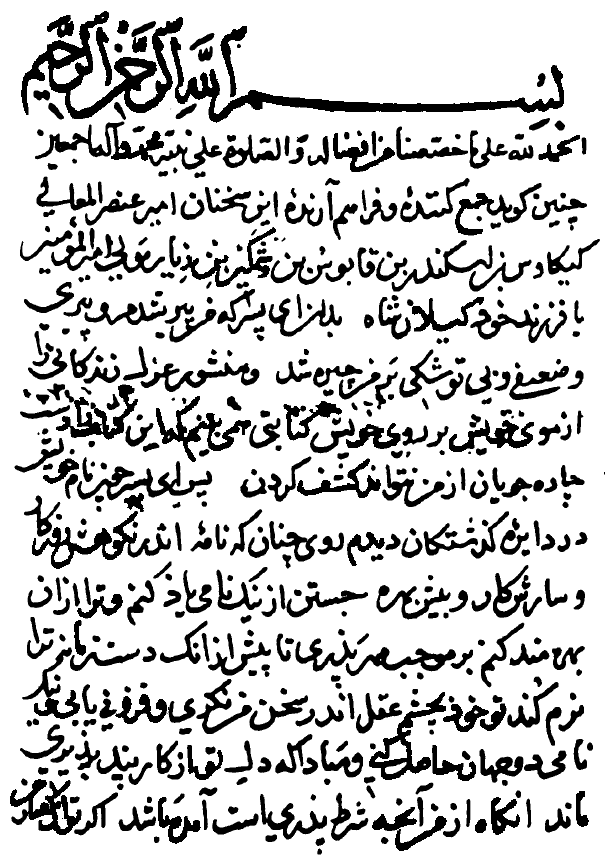
نسخهٔ پاریس

قدیمی‌ترین نسخه در کشور ترکیه موجود است. غلامحسین یوسفی در کتابخانهٔ فاتح استانبول، به این نسخه با شمارهٔ ثبت ۵۲۹۷ دست یافت و تصحیح جدیدی از قابوس‌نامه را بر اساس آن منتشر کرد. این نسخه به خط «ابوعلی الحسن بن ابراهیم بن ابی‌بکر السلماسی» نوشته شده که کتاب‌فروشی در اصفهان بوده و پس از حمله مغول به ایران، در سال‌های ۶۲۴ و ۶۲۵ هجری مجموعه‌ای شامل شش کتاب و رساله نوشته است که جمعاً ۱۶۱ برگ دارد. تنها جلد از این شش اثر که تألیف سلماسی نیست، قابوس‌نامه است که از ورق ۱۵ تا ۹۴ مجموعه را دربر گرفته است. این نسخه از قابوس‌نامه حدود صد و پنجاه سال پس از نگارش کتاب اصلی، کتابت شده است. متن آن به خط نسخ بوده و در صفحاتی با ۲۱ سطر نوشته شده است.
دومین نسخه از کتاب در کتابخانهٔ دانشگاه لیدن در کشور هلند، با مشخصهٔ «449 Warn, Cat. vol. IV, P.207 (No. 1954)» نگهداری می‌شود. این نسخه به خط نسخ روشن در صفحات ۱۷ سطری در ۱۳۰ برگ نوشته شده و نسخه‌ای کامل است. برخی کلمات این نسخه با خطی ریز به زبان ترکی ترجمه شده‌اند. نسخه‌های استانبول و لیدن شباهت زیادی دارند.
سومین نسخه از قابوس‌نامه که در کتابخانه و موزه ملی ملک در تهران نگهداری می‌شود، دارای ۲۵۰ صفحهٔ ۱۷ سطری است که به خط نسخ جلی نوشته شده است. سعید نفیسی بر اساس این نسخه، نخستین تصحیح از قابوس‌نامه را انجام داده و در ایران منتشر کرد.
نسخهٔ دیگر خطی متعلق به کتابخانه موزه بریتانیا است و با شمارهٔ «Or. 3252» ثبت شده است. این نسخه با خط نستعلیق نوشته شده و دارای صفحات ۱۵ سطری با ۱۴۶ ورق است. نام کاتب آن خوانا نیست و دارای افتادگی‌هایی می‌باشد. این نسخه هم به نسخه‌های لیدن و استانبول شبیه است.
آخرین نسخهٔ خطی نیز در کتابخانه ملی پاریس به شمارهٔ «Ancien fonds 138» نگهداری می‌شود که دارای ۱۱۷ برگ ۱۵ سطری بوده و به خط نسخ نوشته شده. این نسخه که در شهر قونیه کتابت شده، دارای افتادگی‌های زیادی است و تنها شامل ۳۹ باب می‌باشد. این نسخه بیشتر از بقیه نسخه‌ها به نسخهٔ تهران شباهت دارد.
علاوه بر این نسخه‌ها، یک نسخهٔ خطی در کتابخانهٔ ایندیا آفیس با خط نستعلیق و ۱۸۴ برگ موجودست که تاریخ کتابت نداشته و ناقص است. نسخهٔ متأخری نیز در کتابخانه برلین با ۱۳۶ برگ ۱۳ سطری و به نستعلیق وجود دارد.
علی‌رغم این که مضمون و ترتیب باب‌های نسخه‌های موجود قابوس‌نامه یکسان است، ولی متن‌ها متفاوت هستند. عبدالمجید بدوی با توجه به تفاوت‌هایی که در نسخ موجود وجود دارد، این احتمال را مطرح کرد که اصل کتاب قابوس‌نامه به زبان طبری بوده باشد و بنا بر سلیقهٔ مترجمان مختلفی که این کتاب را به زبان فارسی ترجمه کرده‌اند، اختلاف‌هایی در آن به وجود آمده است.

### چاپ‌های فارسی
یکی از دلایل، نادر بودن متون قابوس‌نامه تخریب گستردهٔ دوران حمله مغول در زمان چنگیز خان است. بعدها، زمانی که در قرن هفدهم میلادی، پژوهشگران به بازیابی و مطالعهٔ ادبیات فارسی پرداختند، دغدغهٔ اصلی محققان ادبیات مذهبی بود. نگرش سکولارتر در قرن نوزدهم میلادی پدید آمد، ولی در این عصر هم در وهلهٔ نخست به آثاری پرداختند که با امپراتوری گورکانی یا جانشینان آن‌ها ارتباط داشت. این موجب شد تعداد زیادی از آثار فارسی قدیمی‌تر گمنام بمانند و فراموش شوند. تنها پس از آن بود که پژوهشگران ایرانی و خاورشناسان به تدریج شروع به فهرست‌نویسی از کتاب‌های انباشته در کتابخانه‌های اروپایی و آسیایی کردند و تحقیقات در این زمینه ادامه یافت.
نسخهٔ چاپ سنگی رضاقلی‌خان هدایت که در ۱۲۸۵ هجری برابر ۱۸۶۸ میلادی در تهران چاپ شد، به نقل از روبن لوی یک متن «بازاری» بود، اما به گفتهٔ ژیلبر لازار این نسخه‌ها همچنان ارزشمند هستند. این متن چاپ اولیه باقی ماند و پس از آن چندین بار در تهران و بمبئی مبنای تجدید چاپ قرار گرفت. همچنین نسخهٔ چاپ سنگی دیگری توسط محمد خلیل الرحمن در سال ۱۳۳۴ هجری برابر ۱۹۱۶ میلادی، در بمبئی تهیه شد. سعید نفیسی در سال ۱۹۴۳ میلادی (۱۳۱۲ شمسی)، نسخه‌ای چاپی را از روی نسخهٔ خطی کتابخانهٔ ملک منتشر کرد و از متن آن خلاصه‌ای را برای استفادهٔ دانش‌آموزان برگزید. در سال ۱۹۵۱ میلادی (۱۳۳۰ شمسی)، روبن لوی نسخه‌ای از قابوس‌نامه را در لندن منتشر کرد که به دلیل استفادهٔ التقاطی از قرائت‌های مختلف مورد انتقاد قرار گرفت.در سال ۱۳۴۳ یک نسخهٔ جیبی بر اساس این تصحیح، تحت نظر علی حصوری در تهران چاپ شد.
در سال ۱۳۳۵ شمسی عبدالمجید بدوی تصحیح مهم دیگری را به همراه مقدمه و توضیحاتی منتشر کرد که حاصل پایان‌نامهٔ دکترای او، تحت نظر محمد معین بود. اما، به استناد دانشنامه ایرانیکا، نسخه‌ای که غلامحسین یوسفی از روی نسخهٔ خطی استانبول تصحیح و چاپ کرد، بهترین نسخهٔ موجود در حال حاضر است. در تصحیح یوسفی که در سال ۱۳۴۵ شمسی منتشر شد، او بنا بر روش علمی و انتقادی، نسخهٔ کتابخانهٔ استانبول را اصل قرار داد و با استفاده از هر پنج نسخهٔ خطی کتاب، مقایسه‌ها و استنباط‌های خود از تفاوت‌های موجود را در تعلیقات آورد.

### ترجمه‌ها

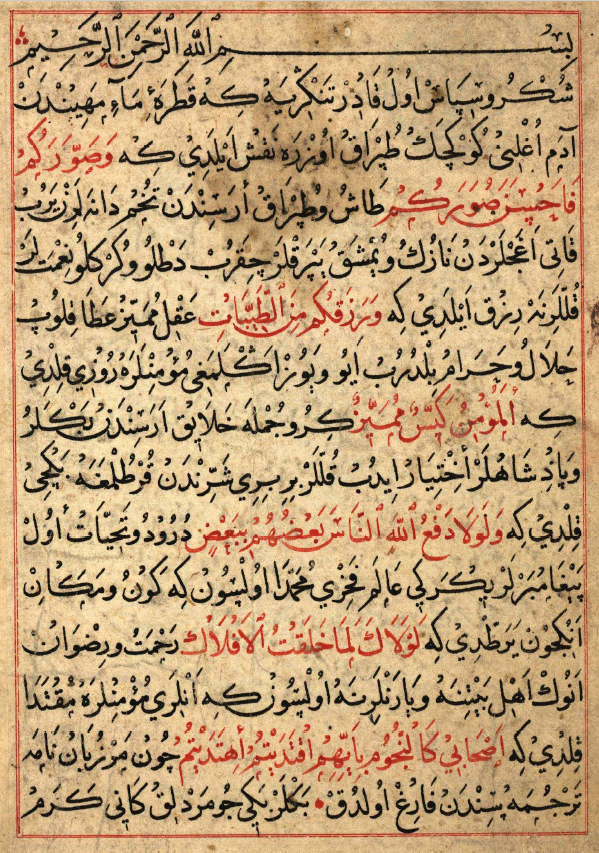
یکی از نخستین ترجمه‌های قابوس‌نامه به ترکی آناتولی، اثر مصطفی شیخ‌اوغلو.

قابوس‌نامه چندین بار به زبان‌های ترکی ترجمه شده است. قدیمی‌ترین نسخه از ترجمه‌های ترکی این کتاب که در حال حاضر شناخته شده است، متعلق به قرن چهاردهم میلادی است که مصطفی شیخ‌اوغلو در زمان سلطنت گرمیان در آناتولی، به زبان ترکی قدیم آناتولی برگرداند و نسخه‌ای از آن امروزه در کتابخانه و اسناد ملی مصر نگهداری می‌شود. در سال ۸۳۵ هجری یا ۱۴۳۱ میلادی، به دستور سلطان مراد دوم عثمانی، شخصی به نام مرجمک ترجمهٔ جدیدی به زبان ترکی عثمانی انجام داد. ترجمه‌ای متأخر به ترکی هم توسط نظمی‌زاده مرتضی در سال ۱۱۱۷ هجری برابر ۱۷۰۵ میلادی، تهیه شد. همچنین نسخه‌ای به زبان ترکی تاتاری توسط قیوم ناصری در ۱۳۰۰ هجری برابر ۱۸۸۲ میلادی، در شهر کازان چاپ شد. علاوه بر این، ترجمه به ترکی ازبکی نخستین بار توسط محمدرضا آگاهی در سال ۱۹۹۴ میلادی، در تاشکندترجمهٔ این کتاب به ترکی آذری نیز توسط رحیم سلطان‌اف (۱۹۶۱) منتشر شد.
در کشورهای غربی، نخستین ترجمه به زبان آلمانی را هاینریش فردریش فون دیز در سال ۱۸۱۱ میلادی، با مقدمه‌ای مبسوط منتشر کرد. این کتاب بر اساس ترجمه‌های ترکی عثمانی بود و شهرت یافت؛ زیرا یوهان ولفگانگ فون گوته از آن الهام گرفت و به عنوان منبعی برای یادداشت‌هایش در دیوان غربی–شرقی استفاده کرد. در سال ۱۸۸۶ میلادی، الف کوری اولین ترجمه را به زبان فرانسوی از متن فارسی که رضاقلی‌خان هدایت منتشر کرده بود، انجام داد. پس از آن قابوس‌نامه به زبان‌های اروپایی دیگری نیز راه یافت. پی بی واچا (۱۹۱۶) و روبن لوی (۱۹۵۱) آن را به انگلیسی ترجمه کردند. سیف‌الدین نجم‌آبادی و ولفگانگ کنات (۱۹۸۸) نسخهٔ آلمانی دیگری چاپ کردند. ریکاردو زیپولی (۱۹۹۰) به ایتالیایی برگردانی نوشت و او.س. لِبدوا ترجمه‌ای به زبان روسی (کازان، ۱۸۸۶) را بر اساس ترجمهٔ تاتاری نوشت و بعدها، یوگنی برتلس (مسکو، ۱۹۵۳، ۱۹۵۸) هم نسخهٔ روسی متفاوتی چاپ کرد.
امین عبدالمجید بدوی به همراهی محمدصادق نشأت، در ۱۹۵۸ میلادی برگردانی به زبان عربی در مصر منتشر کرد، تسونئو کورویاناگی قابوس‌نامه را به زبان ژاپنی ترجمه نمود، و امیران لومتادزه (تفلیس، ۱۹۷۸) هم آن را به زبان گرجی ترجمه نمود. همچنین ترجمه‌ای به زبان اردو از میان‌محمد افضل منتشر شده است.

## میراث

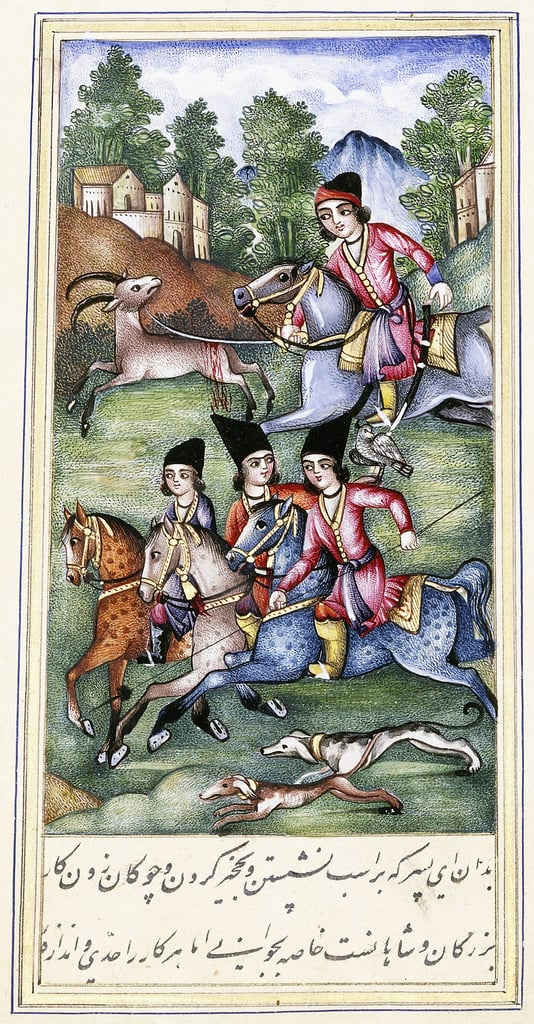
نگارگری در نسخه‌ای قرن نوزدهمی از قابوس‌نامه، «اندر شکار کردن»

در زبان و ادبیات فارسی، کاربرد ساخت‌های هم‌پایه در کتاب‌های قرن پنجم، همچون قابوس‌نامه، سرمشقی برای نویسندگان بعد از آن بود تا با طولانی کردن جملات و ایجاد اطناب بیشتر در کلام، در سدهٔ ششم هجری به نثر فنی دست یابند. نصرالله منشی با الگوگیری از سبک کیکاووس، از ساخت‌های هم‌پایه بهره برد تا نقش زیباشناسی آن را در ساختار کلامش به کار گیرد و نثر را به مرز شعر نزدیک کند. از سوی دیگر، حمیدالدین بلخی و سعدی شیرازی نیز با الگو گرفتن از عنصرالمعالی کیکاووس، ابیاتی را در میان حکایات و پندهای خود گنجاندند. علاوه بر این، گلستان سعدی در مضامین و محتوا نیز تحت‌تأثیر قابوس‌نامه بوده است.
همان‌گونه که از تعداد زیاد نسخه‌های خطی باقی‌مانده می‌توان حدس زد، قابوس‌نامه از محبوبیت خوبی برخوردار بود. داستان‌های مشابه قابوس‌نامه در حدیقةالحقیقه و شریعةالطریقه اثر سنایی غزنوی در قرن ششم و جوامع الحکایات و لوامع الروایات اثر محمد عوفی در قرن هفتم آمده است. افزون بر این، نویسندگان دیگری همچون قاضی احمد غفاری در تاریخ نگارستان، محمد حبله‌رودی در جامع التمثیل، فزونی استرآبادی در بحیره، ابوحامد کرمانی در عقد العلی للموقف الاعلی، ابن اسفندیار در تاریخ طبرستان، سعدالدین کافی در یک قصیده، خسرو دهلوی در مطلع الانوار، عبدالرحمن جامی در سلسله الذهب، مجدالدین محمد حسینی مجدی در زینت المجالس، محقق سبزواری در روضه الانوار،نظامی گنجوی در خسرو و شیرین و عطار در اسرار نامه، الهی نامه و منطق الطیر، حکایت‌های آن را نقل کرده‌اند.
قابوس‌نامه، سیاست‌نامه و نصیحة الملوک سه اثر تعیین‌کننده‌ای بودند که در قرن پنجم و ششم هجری، اندرزنامه‌نویسی را به یک گونه ادبی به‌خصوص تبدیل کردند.  پیش و پس از دوران عثمانی ترجمه‌هایی ترکی از کتاب قابوس‌نامه تألیف شدند که سبکی از کتاب‌های ادبیات ترکی به نام «نصیحت‌نامه» تحت‌تأثیر آن‌ها شکل گرفت. در ادبیات مدرن غرب نیز گوته، شاعر آلمانی، در کتاب دیوان غربی–شرقی تحت‌تأثیر قابوس‌نامه قرار گرفته است.

## نقدها
جمال‌زاده معتقد است که قابوس‌نامه از حیث لفظ و معنی از جمله گرانبهاترین کتاب‌های ادبیات فارسی است. 
تقی بینش دربارهٔ محتوای کتاب می‌گوید: «…اشکال مقدری که به این کتاب‌ها وارد می‌شود، این است که چون قواعد اخلاقی قراردادی و تابع زمان و مکان هستند، به تدریج ارزش خود را یا به کلی از دست می‌دهند یا کم‌ارزش می‌شوند؛ به خصوص اگر جنبهٔ منطقی آن‌ها ضعیف شود و به صورت آداب و سنن دربیاید، چنان‌که در بیشتر کتاب‌های اخلاق فارسی هست.»
کیکاووس در قابوس‌نامه مخاطب خود را مرد فرض می‌کند. بیشتر آموزه‌های قابوس‌نامه نیز برای تعلیم پسران نوشته شده است، ولی گاه اشاره‌ای به آموزش دختران هم دارد. در میان داستان‌هایی که نقل شده، تنها در پنج حکایت زنانی آزاد حضور دارند که شامل «شهربانو دختر پادشاه عجم» و «پیرزن ملک‌زاده» بیوهٔ فخرالدوله و مادر مجدالدوله، هستند. در کل، صورت زنان بسیار ضعیف و دورادور رسم شده است. کمتر در این کتاب اتفاق می‌افتد که با زنی آزاد مواجه شویم. کیکاووس نگاهی مردمسالارانه به مقولهٔ ازدواج و زن دارد. او توصیه می‌کند که به همسران نباید اعتماد کرد، نبایستی همسری بهتر از خود اختیار کرد و نباید امور زندگی را به زنان سپرد. او همچنین معتقد باید همسری گزید که دوشیزه باشد و حضور مرد دیگری را درک نکرده باشد تا چنین پندارد که مردان با هم مشابهند و آرزوی مرد دیگری نکند. در نگاه او زن همچون ابزاری برای ازدیاد نسل و یک کالا است. حتی زمانی که از مردان می‌خواهد طوری رفتار نکنند که رشک و حسادت زنان را برانگیزند، هدف او معطوف به احساسات و عواطف زنان نیست، بلکه توصیه‌اش با هدف صدمه ندیدن مردان از زنانی است که دچار حسد شده باشند.
محمد مختاری نیز با ذکر مثال‌هایی از قابوس‌نامه همچون «دختر نابوده به، چون ببود، یا به شوی به، یا به گور»، این اثر را نمونه‌ای از زن‌ستیزی در ادبیات قدیم فارسی می‌داند.

### نسخه‌های تصحیح‌شده
- علی‌اکبر امین کربلایی (۱۲۸۷). نسخه دست‌نویس شکسته نستعلیق قابوس‌نامه. انستیو مطالعات اسلامی دانشگاه مک‌گیل.
- نفیسی، سعید (۱۳۱۲). نصیحت نامه (قابوس نامه) (PDF). مطبعه مجلس.
- بدوی، امین عبدالمجید (۱۳۳۵). قابوس‌نامه. کتاب‌فروشی سینا.
- حصوری، علی (۱۳۴۳). قابوس‌نامه. سازمان ترویج کتاب‌های جیبی. (بر اساس نسخه روبن لوی ۱۹۵۱)
- یوسفی، غلامحسین (۱۳۷۱). قابوس‌نامه. شرکت انتشارات علمی و فرهنگی. (چاپ ششم؛ چاپ نخست در ۱۳۴۵)

- Levy, Reuben (1951). A Mirror for Princes (به انگلیسی). E.P. Dutton & Co. Inc.